# 林達河
51°6′58.65″N 9°24′15.55″E / 51.1162917°N 9.4043194°E

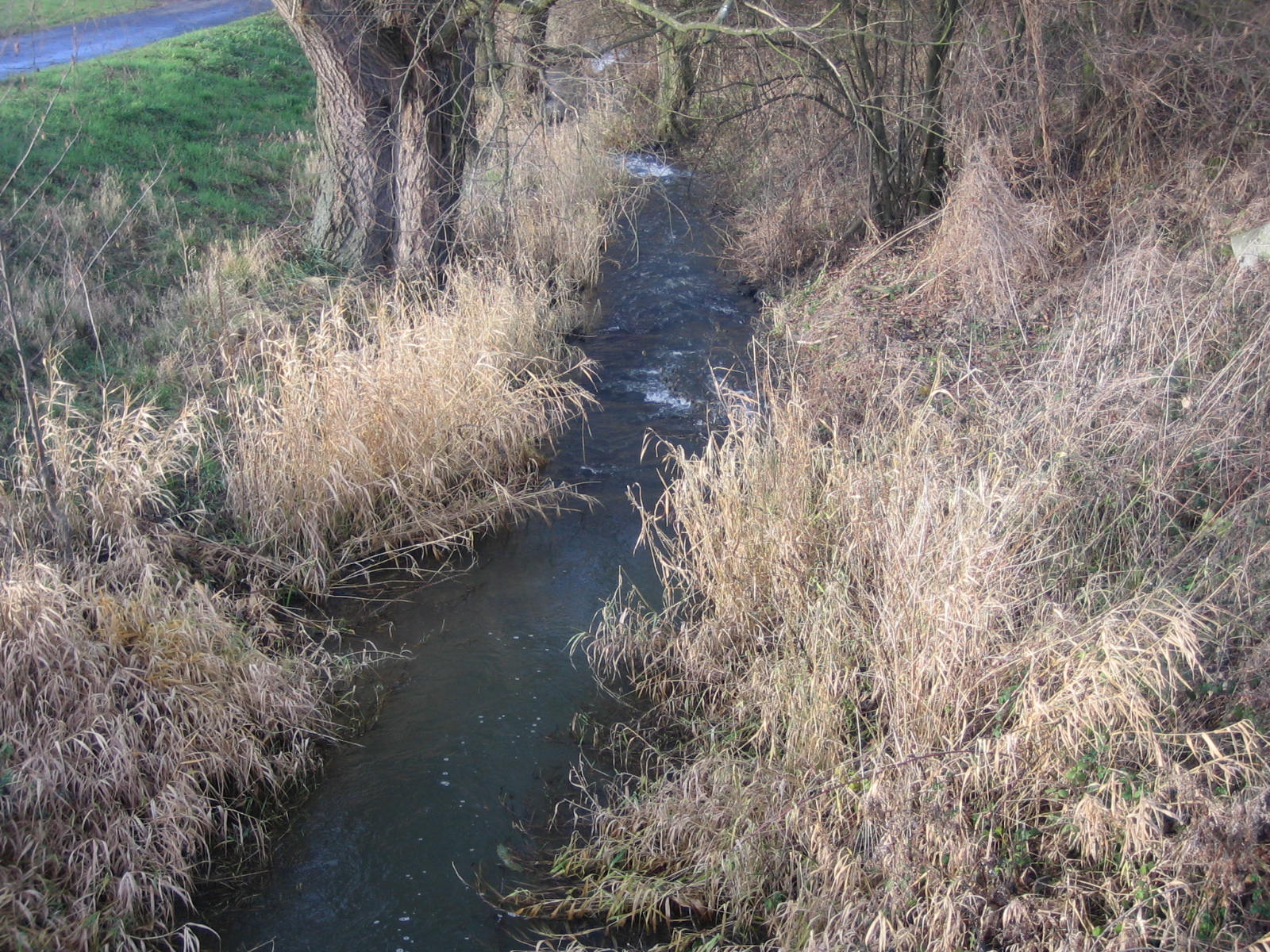
林達河

林達河（德語：Rhünda），是德國的河流，位於該國中部，由黑森州負責管轄，屬於施瓦爾姆河的右支流，河道全長12.9公里，流域面積31.9平方公里，河口處在費爾斯貝格。